# 가와고에번
가와고에 번(일본어: 川越藩 카와고에한[*])은 에도 시대의 번으로서 무사시국 이루마군(지금의 사이타마현 가와고에시) 주변을 영유하였으며 무사시 일국을 지배한 대번(大藩)이다. 번청은 가와고에성에 있다.

## 역대 번주
사카이 우타노카미 종가
후다이 1만석
1. 시게타다(重忠)

사카이 우타노카미 분가(오바마번계)
후다이 2만석 → 3만 7천석 → 8만석 → 10만석
1. 다다토시(忠利) 2만석 → 3만 7천석
2. 다다카쓰(忠勝) 8만석 → 10만석

홋타가
후다이 3만 5천석
1. 홋타 마사모리(正盛)

오코치 마쓰다이라가
후다이 6만석 → 7만 5천석 → 7만석
1. 마쓰다이라 노부쓰나(信綱) 6만석 → 7만 5천석
2. 마쓰다이라 데루쓰나(輝綱)
3. 마쓰다이라 노부테루(信輝) 7만 5천석 → 7만석(동생 데루사다에게 5천석 분지)

야나기사와가
후다이 7만 2천석 → 11만 2천석
1. 야나기사와 요시야스(吉保)

아키모토가
후다이 5만석 → 6만석
1. 아키모토 다카토모(喬知) 5만석 → 6만석
2. 아키모토 다카후사(喬房)
3. 아키모토 다카모토(喬求)
4. 아키모토 스케토모(凉朝)

에치젠 마쓰다이라가
신판 15만석 → 17만석
1. 마쓰다이라 도모노리(朝矩)
2. 마쓰다이라 나오쓰네(直恒)
3. 마쓰다이라 나오노부(直温)
4. 마쓰다이라 나리쓰네(斉典) 15만석 → 17만석
5. 마쓰다이라 쓰네노리(典則)
6. 마쓰다이라 나오요시(直侯)
7. 마쓰다이라 나오카쓰(直克)

마쓰이 마쓰다이라가
후다이 8만 4천석
1. 마쓰다이라 야스히데(康英)
2. 마쓰다이라 야스토시(康載)